# Regards occidentaux sur Ispahan

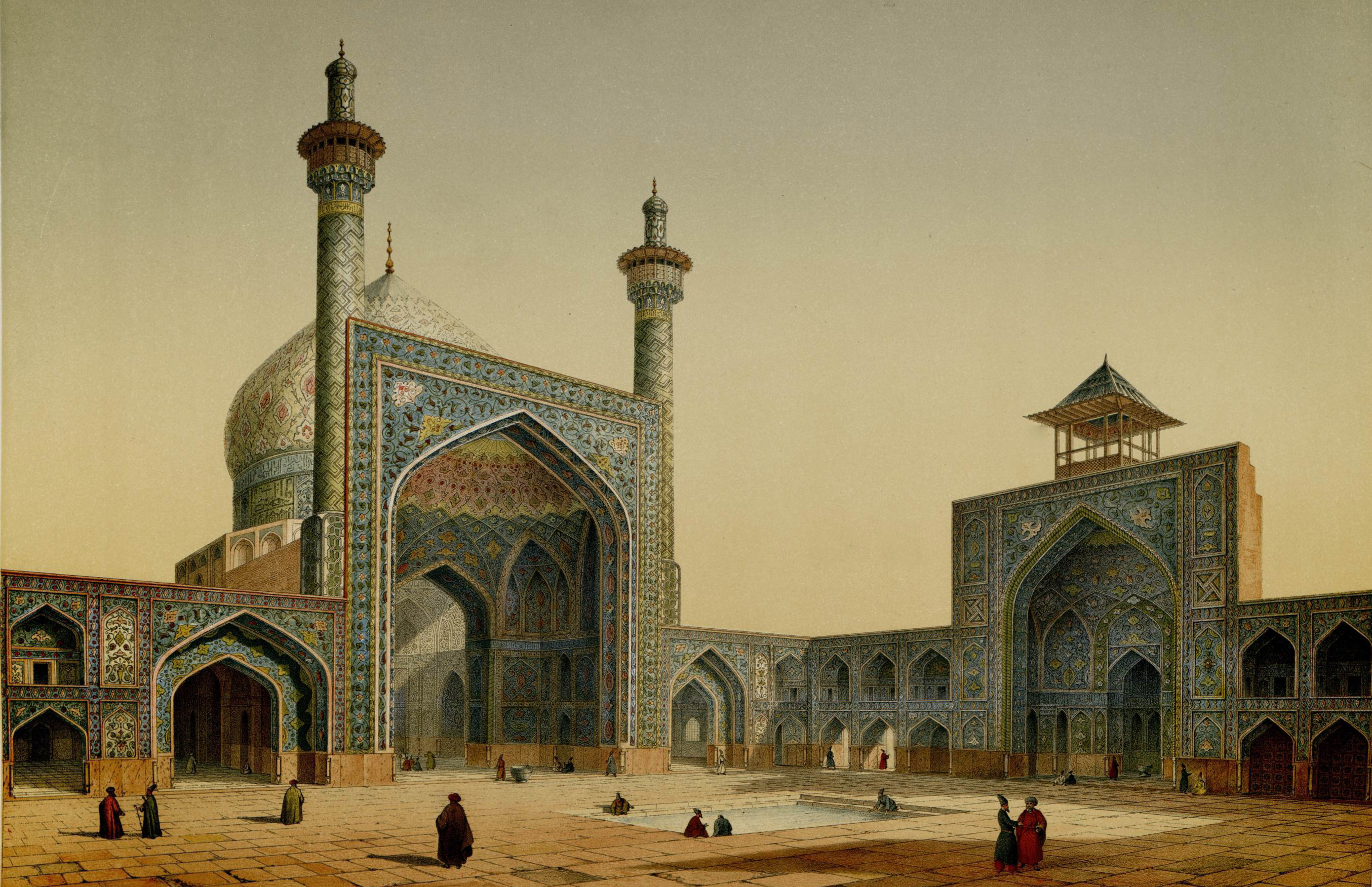
Ispahan: Cour de la Mosquée du Châh, œuvre de Pascal Coste (1840).

Pour un article plus général, voir Ispahan.

## Les premiers voyageurs
Si les voyages de Marco Polo ne le conduisent pas à s'arrêter à « Istaint », la capitale de l'empire des Safavides devait être la destination de nombreux voyageurs occidentaux, notamment à partir du début du XVIIe siècle, date à laquelle « on assiste à un regain d'intérêt pour la Perse ». La Russie située stratégiquement au milieu de la nouvelle route commerciale entre l'Angleterre et la Perse via la mer Blanche et le port d'Arkhanguelsk, la Volga et la mer Caspienne, développe ses relations diplomatiques et commerciales afin de contourner l'Empire ottoman hostile à l'Europe et à la Perse. Dès 1624, le ministère des Finances de la nouvelle dynastie des Romanov envoie à Ispahan le marchand gost Fédot Afanassiévitch Kotov avec mission de rédiger l'itinéraire. À la suite des grandes compagnies commerciales (la Compagnie anglaise des Indes orientales est présente dans la capitale safavide dès 1617) et des missionnaires (les pères capucins français obtiennent en 1628 l'autorisation d'ouvrir une mission à Ispahan et les Pères carmes y sont présents comme dans toutes les grandes villes d'Orient. Le P. Philippe de la Très-Sainte-Trinité laisse un récit fort détaillé de son séjour en Perse et à Ispahan en 1629), Jean-Baptiste Tavernier entreprend en 1632 un voyage pour l'Orient qui passe par Ispahan, où il devient « compagnon de beuverie du chah d'Iran » ( Safi Ier meurt en 1642, « miné par l'alcool et l'opium. ») Quelques années plus tard, en 1644, le père Raphaël du Mans arrive dans la capitale iranienne, et y réside jusqu'à sa mort en 1696, envoyant à Colbert un rapport sur L'État de la Perse en 1660. François Pétis de La Croix demeure en Perse et à Ispahan plusieurs années afin d'y apprendre la langue. C'est le premier traducteur en français et dans une langue européenne de la Chronique des victoires de Tamerlan (Zafarnameh) écrite au XVe siècle.

### Jean Chardin

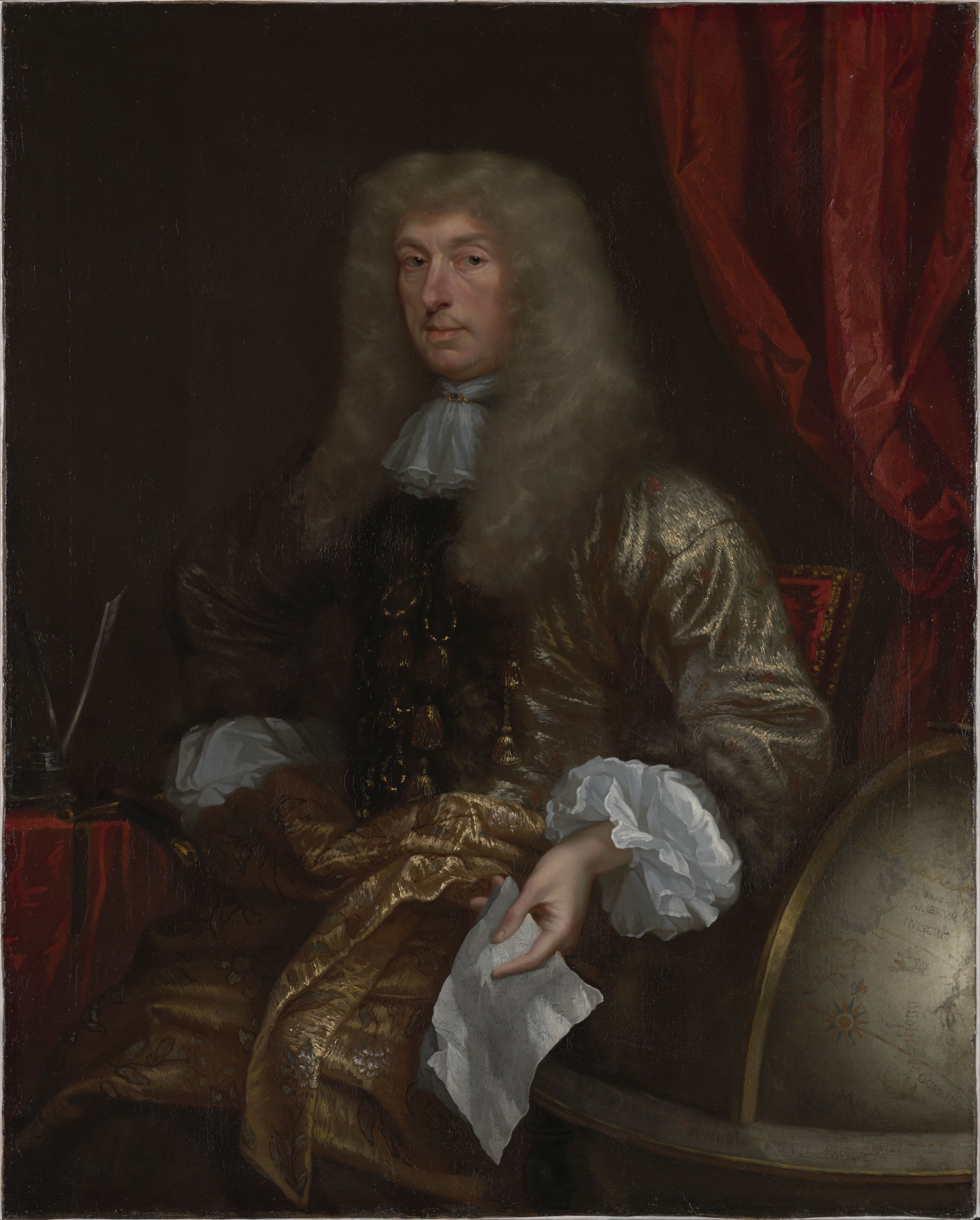
Jean Chardin

En 1666, le protestant français Jean Chardin, plus tard considéré comme le « voyageur le plus important qui ait jamais visité l'Iran », entre pour la première fois à Ispahan. Il réside d'abord chez les Capucins et les Carmes de la Nouvelle-Djoulfa, puis achète la maison d'une ancienne courtisane en ville où il demeure en 1675 et 1676. Cette maison est d'un raffinement extrême. Selon son biographe Dirk Van der Cruysse, « des trois villes qui ont marqué l'existence de Chardin - Paris, Ispahan et Londres -, c'est sans doute la capitale persane qui l'a le plus charmé » : il reprend à son compte le dicton persan qui veut qu'Ispahan soit « la moitié du monde », et donne de la ville, au livre VIII de ses Voyages, une description si méticuleuse que, « trois siècles plus tard [elle] peut toujours servir de guide au visiteur. » Chardin, qui s'est mis à l'étude du persan dès son arrivée en Perse, entre rapidement en contact avec les dignitaires de l'Empire, ce qui lui permet de dresser « un tableau fouillé et admirablement nuancé de la Perse safavide dont il flair[e] le déclin. » Ce tableau devait influencer Montesquieu dans son élaboration de la théorie de l'influence des climats sur les régimes politiques, ainsi que sur la nature du despotisme oriental : c'est ainsi que lorsqu'il en établit la première formalisation dans ses Lettres persanes, en 1721, c'est la structure du sérail d'Usbeck, situé justement à Isfahan, qui fournit au futur auteur de L'Esprit des lois la métaphore du gouvernement despotique.

## XIXesiècle

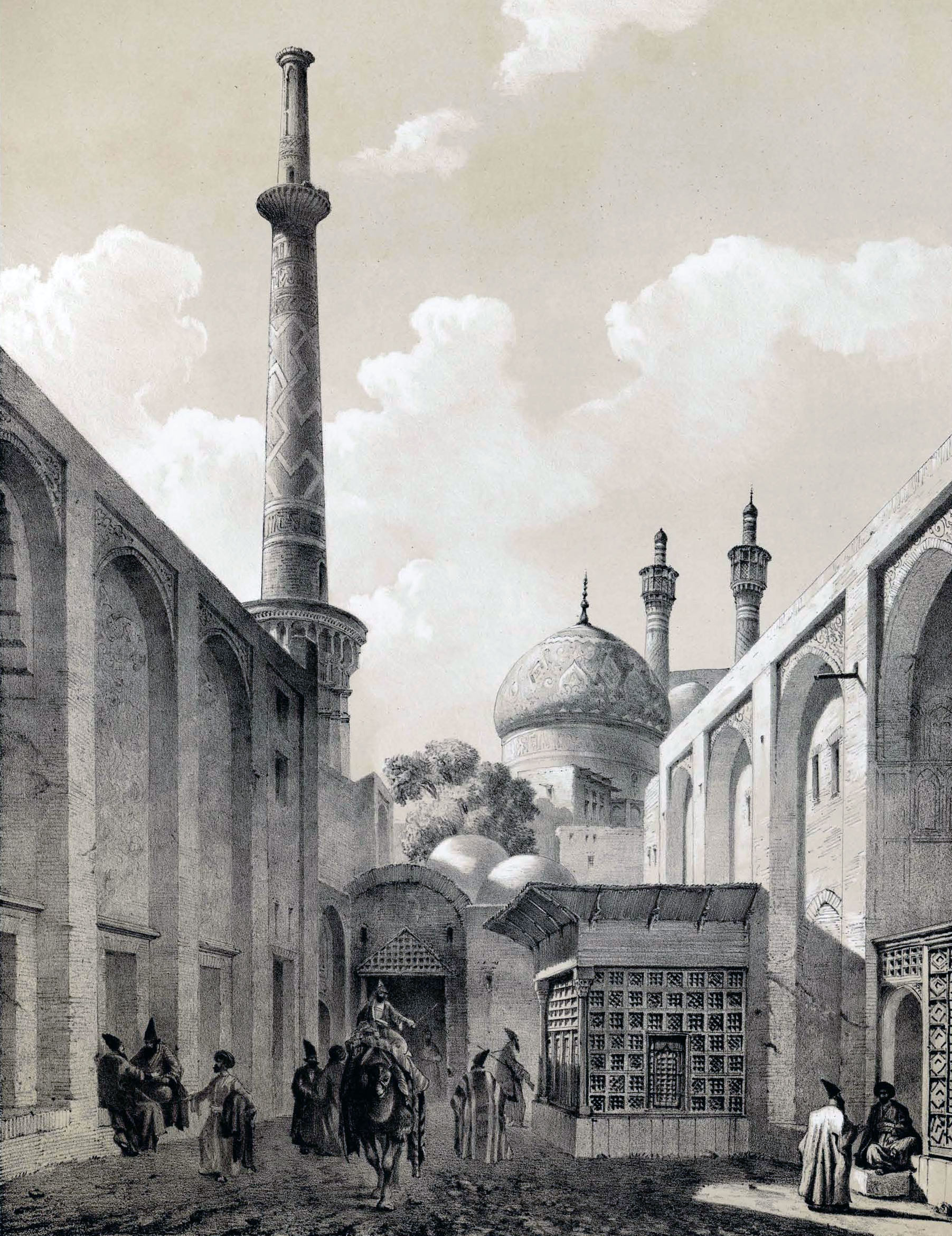
Vue d'Ispahan par Eugène Flandin (1840)

En 1824, l'écrivain anglais James Justinian Morier, qui a passé près de six années en Perse en tant que diplomate, publie les aventures d'Hadji Baba d'Ispahan en trois volumes. Considéré comme le plus populaire des romans orientaux de langue anglaise, il contribue, à travers son personnage principal à fixer le stéréotype du « personnage national persan » de l'époque moderne. Les Anglais débutent en Perse une lutte d'influence avec les Russes au sein du Grand Jeu, tandis qu'un vent de romantisme souffle en Europe à propos de la Perse. L'écrivain et diplomate russe Alexandre Griboïedov, ami de Pouchkine; est assassiné en 1829 à Téhéran. L'atmosphère de l'époque est racontée par Tynianov dans La Mort du Vazir-Moukhtar. Eugène Flandin et Pascal Coste font un long voyage en Perse en 1840-1841. Les récits de leur voyage sont publiés quelques années plus tard et rencontrent un grand succès grâce à leurs illustrations, notamment celles d'Ispahan.

### Joseph Arthur de Gobineau

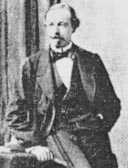
Le comte de Gobineau

Trente ans plus tard, alors que la publication des notes de Hommaire de Hell (mort à Ispahan en 1848) ravive l'intérêt des Français pour la Perse, ainsi que les croquis de Jules Laurens, c'est au tour du comte de Gobineau de se rendre en mission diplomatique en Iran, où il reste trois années (de 1855 à 1858.) Il en revient avec un la matière d'un récit de voyage, Trois ans en Asie, dans lequel il est question d'Isfahan : c'est une ville affaiblie depuis sa mise à sac par les Afghans au siècle précédent qu'il décrit, une ville dont « toute la magnificience n'est plus que l'ombre [de celle] du passé. » Elle reste néanmoins splendide, mais pour se faire une idée de ce qu'elle fut au moment où Chardin y résidait, il faut s'imaginer tous les monuments d'Isfahan dans le même état de perfection que le Collège de la Mère du roi, un des rares bâtiments auquel « il [ne] manque pas une brique. » On est alors « comme ébloui d'une telle idée. » C'est ce même contraste entre ce que fut Ispahan au temps de sa gloire et ce qu'elle est devenue par la suite qui alimentera au siècle suivant les médiations d'un Pierre Loti et d'un Nicolas Bouvier.

### Marcel et Jane Dieulafoy
Les voyages qu'entreprennent en Perse Marcel Dieulafoy et son épouse Jane (vêtue en homme pour plus de commodité) dans les années 1880 à la demande de l'État français passionnent les lecteurs des récits qu'ils publient et des descriptions qu'ils font à leur retour. Ils s'arrêtent longuement à Ispahan où ils demeurent à la Nouvelle-Djoulfa (dans le quartier arménien) à plusieurs reprises et en livrent une description savoureuse, reconnaissant toutefois l'état de décrépitude de l'ancienne capitale royale, ainsi que la misère et l'ignorance du peuple entretenues par les mollahs. Le pays est à l'époque l'un des plus pauvres du monde. Jane Dieulafoy, qui parle le persan, raconte la difficulté de visiter les monuments et les mosquées pour les étrangers et se sauve de situations périlleuses en se servant de son appareil photographique, objet alors quasiment inconnu en Perse. Elle traite aussi de la condition de la femme à Ispahan qu'elle soit femme de notable enfermée dans un harem, mais qui ne se pose pas de question sur son sort ou bien paysanne, maîtresse chez elle, ou chrétienne arménienne, soumise à toute sorte de rivalités, ou bien femme du gouverneur, à la fois orgueilleuse et curieuse.

## XXesiècle

### Pierre Loti
En avril 1900, de retour d'Inde, Loti entreprend de traverser la Perse et de se rendre à Ispahan, voyage qu'il raconte dans Vers Ispahan, publié en 1904. Comme l'a été Gobineau, et comme le sera Bouvier, il est tout d'abord frappé à son arrivée par la vision des monuments d'émail bleu, aperçus de loin Mais là où Jean Chardin évoquait aux abords de la ville une telle animation qu'il croyait « être dans ses faubourgs, deux heures avant que d'y arriver », Pierre Loti rapporte que le silence et l'isolement autour de la ville sont tels que l'on se demande si des routes y mènent : on n'y voit que « de grands cimetières abandonnés où paissent les chèvres, de limpides ruisseaux qui courent partout [...] des ruines d'anciennes enceintes crénelées, et rien de plus. » À l'intérieur d'Ispahan, où « l'enfermement, l'oppression des ruines et du mystère » attendent le voyageur, l'écrivain français note que les édifices qui, au premier aspect, « jouent encore la splendeur », sont en réalité « à moitié dépouillés de leurs patientes mosaïques de faïence et semblent rongés d'une lèpre grise. » Ispahan a pour l'essentiel cessé de vivre depuis l'invasion afghane, estime Loti, qui écrit que « cette place unique au monde, qui a déjà plus de trois cents ans, ne verra certainement pas finir le siècle où nous venons d'entrer. »

### Claude Anet et George-Valentin Bibesco
L'écrivain Claude Anet relate, en 1906, dans Les Roses d'Ispahan. La Perse en automobile, à travers la Russie et le Caucase, le périple réalisé l'année précédente avec le prince George-Valentin Bibesco entre Galați et Ispahan,.

### Ella Maillart et Annemarie Schwarzenbach
La voyageuse suisse Ella Maillart fait un premier voyage en voiture en Iran, jusqu'en Inde en 1937, puis un second, jusqu'à Kaboul, en Ford avec Annemarie Schwarzenbach, ce qui donne naissance à un livre, La Voie cruelle, qui est publié après la guerre. Elle porte un regard aigu sur Ispahan. (...)

### Nicolas Bouvier

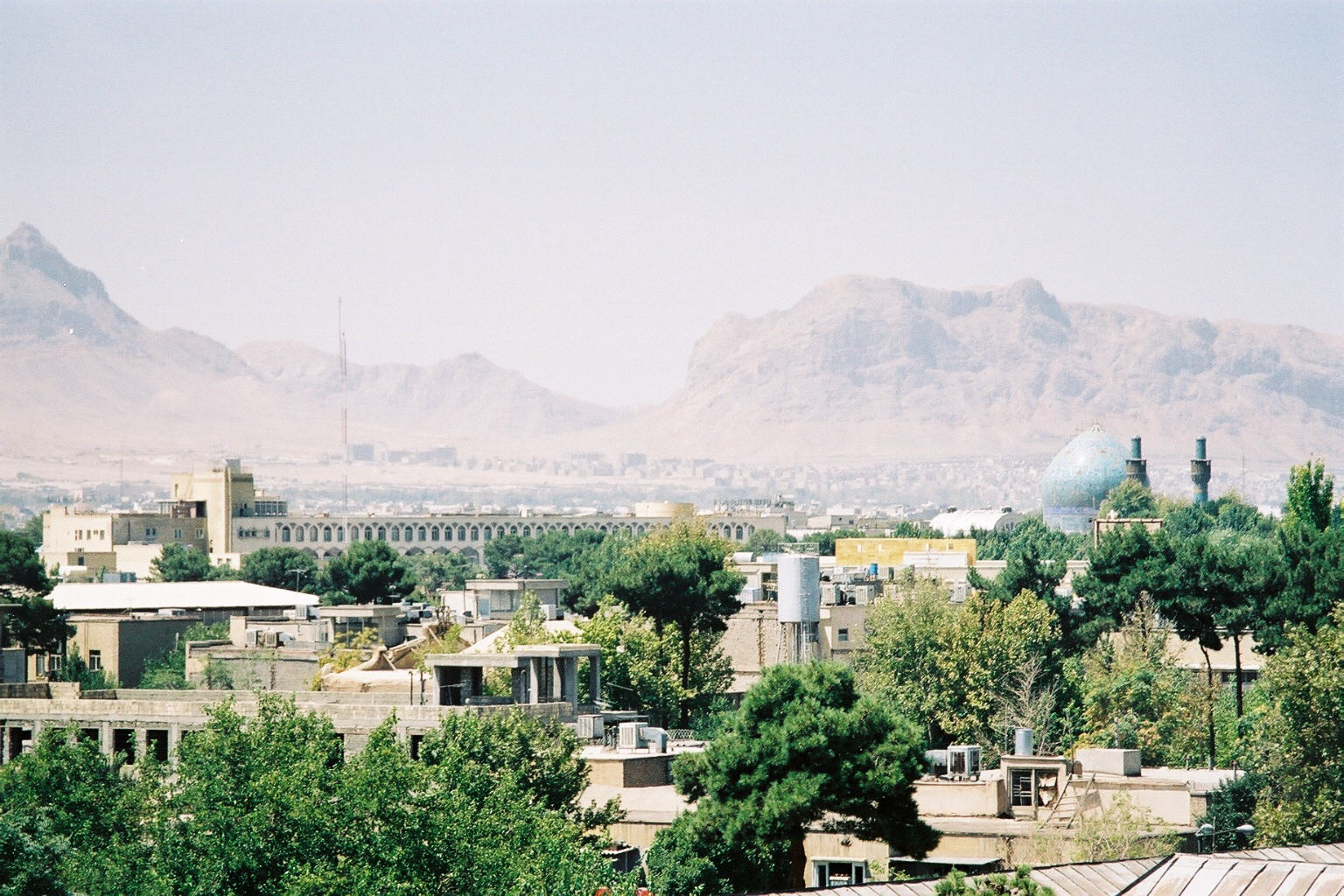
Vue d'Ispahan depuis la terrasse du palais Ali Qapu.

Ispahan existe pourtant toujours lorsque Nicolas Bouvier s'y rend en 1953, dans un voyage qui le mène de Belgrade à Kaboul et qu'il raconte dix ans plus tard dans l'Usage du monde. Comme Loti, comme Gobineau, il ne peut s'empêcher de songer à la gloire passée de la ville que connut Chardin, et de l'opposer à son état présent : « Au XVIIe siècle, avec six cent mille habitants, Ispahan était capitale d'empire et l'une des plus peuplées du monde, écrit-il. Elle n'en a plus aujourd'hui que deux cent mille. Elle est devenue "province", elle s'est rétrécie. » Lui aussi fait le constat d'une ville dont les plus beaux et plus anciens bâtiments « s'effritent et se détériorent. » Mais là où Pierre Loti s'indignait de ce que les vestiges de la splendeur passé d'Isfahan soient abandonnés à leur destin de ruines, ce qu'il attribuait à « l'incurie orientale » des Persans, c'est cet aspect de la ville qui émeut l'écrivain-voyageur suisse : « C'est justement par cet abandon si humain au temps, qui est leur seule imperfection, qu'ils nous deviennent accessibles et nous touchent », ces « immenses et gracieux monuments séfévides [qui] flottent sur elle comme des vêtements devenus trop grands. »

### Pierre Hermé
Pierre Hermé a créé le gâteau Ispahan qui l'a rendu célèbre en 1987.